# Cananga brandisiana
La Cananga brandisiana és una planta de la família de les Annonaceae. És originària de Cambodja, Laos, la península Malaia, Birmània, Tailàndia i Vietnam. Jean Baptiste Louis Pierre, el botànic francès que va descriure formalment l'espècie per primera vegada, va fer servir el basiònim Unona brandisiana en honor de Sir Dietrich Brandis, el botànic alemany per al qui treballava al Servei Forestal Indi (aleshores anomenat Servei Forestal Imperial), a Calcuta.

## Descripció
És un arbre d'escorça grisosa que pot arribar fer 25 metres d'alçada. Les seves branques llargues amb una secció transversal rodona estan cobertes de pèls llanosos quan són joves, però no quan són madures. Els pecíols fan de 12-20 mil·límetres de llarg i estan coberts per pèls llanosos. Les fulles són el·líptiques i sense pèl, i poden mesurar de 8-16 per 7-11 centímetres. Els peduncles, que contenen d'1 a 8 flors aromàtiques, poden fer de 10-20 mil·límetres de llargada. Sobre els peduncles hi ha unes bràctees ovalades cobertes de pèls llanosos que fan aproximadament d'1,5 a 2 centímetres. Aproximadament a la meitat de la llargada dels peduncles hi ha una bractèola de 8 per 2-5 mil·límetres coberta per pèls llanosos. Els sèpals fan 5 mil·límetres de llargària i acaben en punta. Els seus pètals oblongs i carnosos fan de 4-7 centímetres de llarg i 2 centímetres d'amplada en el seu punt més ample. Els pètals acaben en punta i estan coberts de pèls llanosos. Cada flor conté aproximadament 240 estams. Els receptacles de les flors són peluts. Les flors tenen 24 carpels coberts d'uns pèls tous i fins. Els seus estils no tenen pèls. Els ovaris contenen un nombre variable d'oosferes. El seu fruit cilíndric es troba sobre els pedicels de 5 mil·límetres de llargada. El contorn del fruit es restringeix al voltant de les seves llavors. El fruit conté 2-3 llavors aplanades, marrons i brillants, de 6 per 12 mil·límetres.

### Biologia reproductiva
El pol·len de C. brandisiana es desprèn en tètrades permanents.

### Hàbitat i distribució
El 1881 Pierre va descriure el seu l'hàbitat localitzat a les zones forestals de la Xina i Cambodja.

### Usos
El nom comú a Cambodja és Chkè Sraèng i s'utilitza en medicina tradicional per a tractar la febre. Hi ha indicis que algunes molècules bioactives aïllades de l'escorça, incloses les acetogenines, tenen propietats citotòxiques en proves efectuades amb línies cel·lulars cancerígenes. De la seva escorça també se n'han extret hormones juvenils, que se sap que regulen el desenvolupament dels insectes. Pierre va assenyalar que la seva fusta blanca i suau es pot utilitzar en fusteria per a fer gerros, caixes i mànecs de diferents eines.